# Andrea Lenders
Andrea „Rea“ Augusta Gemma Lenders (* 29. Dezember 1980 in Groningen) ist eine niederländische Trampolinturnerin.
2004 nahm sie an den Olympischen Spielen in Athen teil und erreichte im Frauenwettbewerb den achten Platz. 2012 nahm sie ein weiteres Mal bei den Olympischen Spielen teil, kam in der Qualifikation aber nicht über den 13. Platz hinaus.
Ihr bestes Resultat bei Weltmeisterschaften gelang ihr 2005 mit dem vierten Platz im Einzel. Lenders ist zehnfache Niederländische Meisterin in ihrer Sportart.